# Педро Пічардо
Педро Пічардо (30 червня 1993 , Сантьяго-де-Куба ) — португальський та кубинський легкоатлет, що спеціалізується на потрійному стрибку, олімпійський чемпіон 2020 року, призер чемпіонатів світу та Європи.

## Життєпис
У 2012 році став чемпіоном світу серед юніорів.
У наступні роки кар'єри виграв срібні медалi чемпіонату світу в Москві та Пекіні, а також чемпіонату світу в приміщенні в Сопоті.
28 травня 2015 року, стрибнувши 18.08 м, встановив новий особистий рекорд та новий рекорд Куби.
У квітні 2017 року на змаганнях у Штутгарті втік зі своєї збірної. 27 квітня він підписав контракт із клубом «Бенфіка», переїхавши у Португалію. Після цього Пічардо відбував відсторонення від змагань на два роки, повернувшись до міжнародних змагань у серпні 2019 року. На чемпіонаті світу в Досі він став четвертим.
5 серпня 2021 року виступив на Олімпійських іграх, де з новим рекордом Португалії (17.98 м) став олімпійським чемпіоном. Сезон завершив перемогою у фіналі Діамантової ліги.

## Кар'єра
| Рік                    | Змагання                      | Місце проведення   | Місце            | Дисципліна        | Результат        | Примітки         |
| Представник Куба       | Представник Куба              | Представник Куба   | Представник Куба | Представник Куба  | Представник Куба | Представник Куба |
| ---------------------- | ----------------------------- | ------------------ | ---------------- | ----------------- | ---------------- | ---------------- |
| 2012                   | Чемпіонат світу серед юніорів | Барселона, Іспанія | 1                | потрійний стрибок | 16.79 м          | WJL              |
| 2013                   | Чемпіонат світу               | Москва, Росія      | 2                | потрійний стрибок | 17.68 м          |                  |
| 2014                   | Чемпіонат світу в приміщенні  | Сопот, Польща      | 2                | потрійний стрибок | 17.24 м          |                  |
| 2015                   | Панамериканські ігри          | Торонто, Канада    | 1                | потрійний стрибок | 17.54 м          |                  |
| 2015                   | Чемпіонат світу               | Пекін, Китай       | 2                | потрійний стрибок | 17.73 м          |                  |
| Представник Португалія |                               |                    |                  |                   |                  |                  |
| 2019                   | Чемпіонат світу               | Доха, Катар        | 4                | потрійний стрибок | 17.62 м          |                  |
| 2021                   | Чемпіонат Європи в приміщенні | Торунь, Польща     | 1                | потрійний стрибок | 17.30 м          |                  |
| 2021                   | Олімпійські ігри              | Токіо, Японія      | 1                | потрійний стрибок | 17.98 м          | NR               |
| 2022                   | Чемпіонат світу в приміщенні  | Белград, Сербія    | 2                | потрійний стрибок | 17.46 м          | NIR              |
| 2022                   | Чемпіонат світу               | Юджин, США         | 1                | потрійний стрибок | 17.95 м          | WL               |
| 2022                   | Чемпіонат Європи              | Мюнхен, Німеччина  | 1                | потрійний стрибок | 17.50 м          |                  |
| 2023                   | Чемпіонат Європи в приміщенні | Стамбул, Туреччина | 1                | потрійний стрибок | 17.60 м          | WL, NIR          |